# 2501 Lohja
2501 Lohja (1942 GD) là một tiểu hành tinh vành đai chính do Liisi Oterma phát hiện tại Turku ngày 14.4.1942.